# ورنس سور علیر
ورنس سور علیر (به فرانسوی: Varennes-sur-Allier) یک کمون در فرانسه است که در Canton of Varennes-sur-Allier واقع شده‌است.

## خصوصیات
ورنس سور علیر ۲۴٫۱ کیلومترمربع مساحت و ۳٬۷۵۱ نفر جمعیت دارد و ۲۴۸ متر بالاتر از سطح دریا واقع شده‌است.